# Onthophagus bornemisszai
Onthophagus bornemisszai là một loài bọ cánh cứng trong họ Bọ hung (Scarabaeidae).